# Affonso Cândido
Affonso Antônio Cândido é um político brasileiro, membro do Partido Liberal (PL), e atual prefeito da cidade de Ji-Paraná, em Rondônia. 
Neto de Toninho da Mabel, empresário local pioneiro de Rondônia desde os anos 1980. 
Cândido formou-se em Direito e concorreu pela primeira vez a um cargo eletivo em 2012, quando se elegeu vereador em Ji-Paraná. Ele ocupou o cargo por dois mandatos e se tornou o presidente da Câmara Municipal de Ji-Paraná, Rondônia, atuando por dois biênios consecutivos. 
Em 2020, atuou como prefeito de Ji-Paraná por 96 dias. 
Em 2023, Affonso Cândido assumiu o seu primeiro mandato no legislativo estadual, com 13.665 votos.
Na eleição municipal de 2024 foi eleito prefeito de Ji-Paraná ao derrotar, em primeiro turno, o então prefeito Isaú Fonseca (UNIÃO), com 43.371 votos (64,27%).
Assumiu o cargo no dia 1° de janeiro de 2025, renunciando ao seu mandato de deputado estadual. Seu sucessor como deputado foi Eyder Brasil (PL). 